# Adam Drese
Adam Drese, född 1620, död 15 februari 1701. Drese var kapellmästare, lärare, tonsättare och borgmästare verksam i bland annat Weimar och Jena. Han finns representerad i 1986 års psalmbok med två verk som tillskrivs honom med viss tvekan (nr 284 och 566).

## Psalmer
- Ord av evighet (1986 nr 284) tonsatt 1698
- Vaka själ, och bed (1986 nr 566) tonsatt 1698